# 2857 NOT
A 2857 NOT (ideiglenes jelöléssel 1942 DA) a Naprendszer kisbolygóövében található aszteroida. Liisi Oterma fedezte fel 1942. február 17-én.